# Баушар
Ба́ушар (араб. بوشر‎) — город, центр вилайета в минтаке Маскат Султаната Оман. Входит в состав «большого Маската», располагаясь в его центральной части, на берегу Оманского залива, между Матрахом и Сибом. Население 190 930 человек (2008, оценка). 
Раньше это была деревня. Сохранились исторические дома и крепости. Баушар пересекает небольшой фаладж. Сегодня главная достопримечательность Баушара — Мечеть Султана Кабуса. Рядом расположен Международный аэропорт Маскат.
Помимо Баушара в вилайет входят районы: Эль-Хувейр , Эль-Азейба, Эль-Губра, Эль-Ансаб и Гала. 

## Климат
Климат в Матрахе зимой теплый, летом — жаркий. Осадки редкие. Влажность вблизи моря высокая, особенно с мая по сентябрь. Наиболее подходящее время для туризма — с октября по конец марта. 